# Wen fu
Wen Fu (文賦), conosciuto anche come L'arte della scrittura, è la prima dissertazione in cinese antico sull'arte dello scrivere, composta nel terzo secolo d.C. da Lu Ji nella forma di fu, ovvero quanto più si possa definire “poesia in prosa”.

## Significato
L'opera si compone di due termini:
- Fu, ovvero la forma poetica della “prosa in rima”, impiegata nello stile detto “a doppia briglia” (pian wen)
- ”Wen”, parola tra le più antiche della lingua cinese che significava “arte”, riferendosi non solo alla letteratura ma anche alle arti plastico-figurative. In senso lato wen può anche assumere il significato generale di “cultura”.

## Struttura
Dalla metrica irregolare il Wen Fu adotta la forma popolare del fu, sinora impiegata per elogi di capi politici e militari e poemi storici, per comporre uno studio di tipo saggistico e creativo al tempo stesso, non estraneo a influenze confuciane, data la grande preparazione in materia dell'autore.
L'opera esprime in versi la parabola del lavoro creativo letterario e si divide nei seguenti paragrafi:
- Prologo
- Inizio
- Scegliere le parole
- Soddisfazione
- Lista di generi
- Sull'armonia
- Sul rivedere
- La chiave
- Sull'originalità
- Ombra, eco e giada
- Cinque criteri:
  - Musica
  - Armonia
  - Vera emozione
  - Misura
  - Cura del particolare
- Giusta forma
- Capolavoro
- Terrore
- Ispirazione
- Conclusione